# کولکه‌پوکرو
کولکه‌پوکرو (به اسپانیایی: Colquepucro) یک کوه در پرو است. کولکه‌پوکرو ۵٬۶۵۸ متر بالاتر از سطح دریا واقع شده‌است.